# Milena Lenderová
Milena Lenderová (* 25. září 1947 v Kostelci nad Orlicí) je česká historička. Zabývá se dějinami 19. století, především gender history, dějinami každodennosti a česko-francouzskými kulturními vztahy. Prosadila téma žen jako plnohodnotnou součást českých dějin.

## Život
Vystudovala dějepis a francouzštinu na Filozofické fakultě Univerzity Karlovy a v roce 1973 tamtéž obhájila rigorózní práci na téma: Československo a habešská krize. V roce 1994 se habilitovala na Pedagogické Fakultě Jihočeské Univerzity v Českých Budějovicích v oboru české dějiny. V roce 2001 byla jmenována profesorkou v oboru české dějiny. V letech 2001–2007 byla děkankou nově zřízené Fakulty humanitních studií Univerzity Pardubice (dnešní Fakulta filozofická UPa).
V rozhovoru pro e-Zpravodaj Univerzity Pardubice únoru 2015 uvedla, že je feministka a je přesvědčená, že obě pohlaví jsou si rovna.

### Vzdělání
- 1962–1965: SVVŠ J. K. Tyla v Hradci Králové
- 1965–1971: Filozofická fakulta UK Praha, obor dějepis – francouzština (diplomová práce: Československo a habešská krize)
- 1973: PhDr. – FF UK
- 1991: CSc. – FF UK
- 1994 – habilitace v oboru české dějiny, PF JU České Budějovice
- 2001 – prezidentem ČR jmenována profesorkou v oboru české dějiny

### Zaměstnání
- 1971–1983 – středoškolská profesorka, Gymnázium I. Olbrachta, Semily
- 1983–1990 – Okresní archiv Hradec Králové
- 1990–1993 – Ústav společenských věd, VŠCHT Pardubice
- 1993–2006 – Pedagogická fakulta Jihočeské univerzity, České Budějovice (později Historický ústav Jihočeské univerzity, České Budějovice)
- 1997-1998 – vedoucí České sekce, Université Paul Valéry, Montpellier
- 1999–2001 – ředitelka Ústavu jazyků a humanitních věd Univerzity Pardubice
- 2001–2007 – děkanka Fakulty humanitních studií (Fakulty filozofické) Univerzity Pardubice
- 2007–dosud – profesorka, Ústav historických věd Fakulty filozofické Univerzity Pardubice

## Badatelské zaměření
Dějiny každodennosti 19. století, dějiny žen, kulturní dějiny, dějiny česko-francouzských kulturních vztahů 18. – 19. století

## Výběr z díla
- K hříchu i k modlitbě. Žena v minulém století. (1999)
- Zdenka Braunerová. (2000)
- Eva nejen v ráji. Žena v Čechách od středověku do 19. století. (2002)
- Chytila patrola…aneb prostituce za Rakouska i republiky. (2002)
- Tragický bál. Život a smrt Pavlíny ze Schwarzenbergu. (2004)
- Radostné dětství? Dítě v Čechách devatenáctého století. (2006)
- Dějiny žen aneb Evropská žena od středověku do 20. stoleti. Dějiny žen aneb Evropská žena od středověku do 20. století. (2006)
- Žena v českých zemích od středověku do 20. století. (2008) (vedoucí autorského kolektivu)
- A ptáš se, knížko má… Ženské deníky 19. století. (2008)
- Z dějin české každodennosti. Život v 19. století. (2009)
- Dějiny vysokého učení v Pardubicích. Univerzita v proměnách času 1950 – 2010. (I.–III. díl) (2011–2013)
- Dcera národa? Tři životy Zdeňky Havlíčkové (2013), zpracováno jako četba na pokračování v Českém rozhlasu, čte: Hana Kofránková, dramaturgie a rozhlasová úprava: Hana Soukupová, režie: Luboš Koníř[5]
- Tělo mezi medicínou a disciplínou. Proměny lékařského obrazu a ideálu lidského těla a tělesnosti v dlouhém 19. století. (2014) (s D. Tinkovou a V. Hanulíkem)
- Vše pro dítě! Válečné dětství 1914-1918 (2015) (s Martinou Halířovou a Tomášem Jiránkem) – Litera za literaturu faktu 2016

## Ocenění
- 1999 – Výroční cena nakladatelství Mladá fronta za knihu Hříchu i k modlitbě. Žena v minulém století, Mladá fronta, Praha 1999.
- 2007 – Řád Akademických palem udělený Francouzským velvyslanectví v Praze za zásluhy o šíření francouzského jazyka, vědy a kultury.[6]
- 2014 – Ocenění rektora Univerzity Pardubice za publikaci Dcera národa
- 2014 – Cena ministra školství za mimořádné výsledky výzkumu, experimentálního vývoje a inovací
- 2015 – Stříbrná pamětní medaile Senátu
- 2016 – Magnesia litera za literaturu faktu – kniha: Vše pro dítě. Válečné dětství 1914–1918. Ocenění získáno společně s Mgr. Martinou Halířovou, Ph.D. a doc. PhDr. Tomášem Jiránkem, Ph.D.